# 까치발

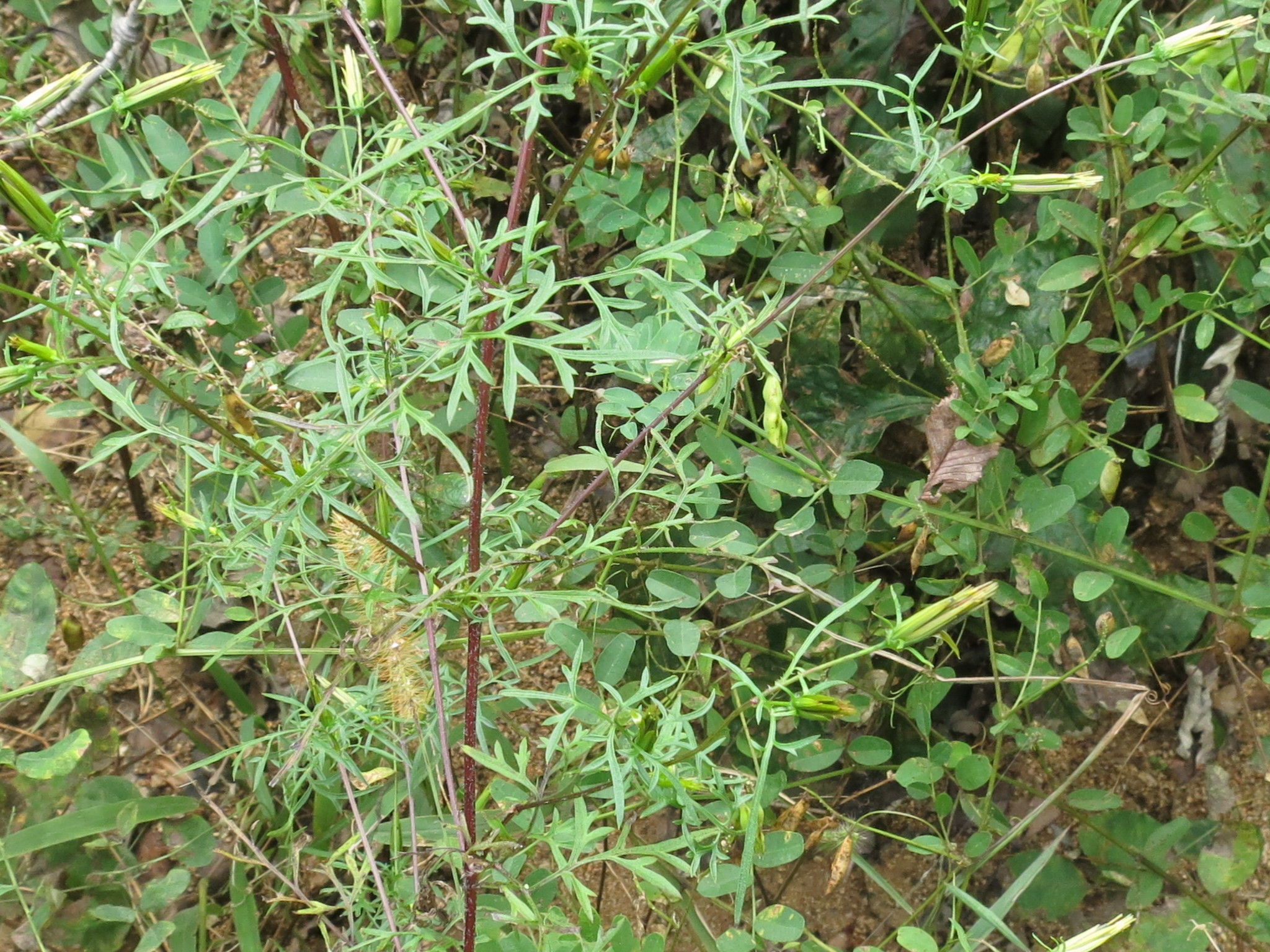
까치발

까치발(학명: Bidens parviflora)은 한국·일본·만주·동시베리아에 분포하는 한해살이풀이다. 길이는 20~70cm이고 흔히 짧은 털이 있다. 잎은 마주나며 중앙부의 것은 길이 8~12cm로 표면에 털이 약간 있고 뒷면은 잎맥을 따라 털이 있으며 2~3cm이다. 꽃은 양성으로 8월에 피고 가지끝과 원줄기 끝에 6~12개가 달린다. 꽃턱의 비늘조각은 열매가 익을 때는 길이 10~12㎜이고 꽃부리는 통 모양이며 끝이 4개로 갈라진다. 열매는 실 모양이고 길이 13~16㎜, 나비 1㎜ 정도로서 4개의 능선과 짧은 털이 있다. 관모는 2개인데 길이 3~3.5㎜로 밑을 향한 자모(刺毛)가 있어 다른 물체에 붙는다. 어린순은 나물로 먹으며, 다 자란 것은 독충에 쏘였을 때나 외상에 사용한다.

## 같이 보기
- 까치

## 참고 문헌
- 이 문서에는 다음커뮤니케이션(현 카카오)에서 GFDL 또는 CC-SA 라이선스로 배포한 글로벌 세계대백과사전의 "까치발" 항목을 기초로 작성된 글이 포함되어 있습니다.